# Гарсия Лопес, Гильермо
Гильермо Гарсия Лопес (исп. Guillermo García López; род. 4 июня 1983 года в Ла-Роде, Испания) — испанский профессиональный теннисист; победитель восьми турниров ATP (пять — в одиночном разряде); финалист одного турнира Большого шлема в парном разряде (Открытый чемпионат США-2016).

## Общая информация
Гильермо — один из двух сыновей Хуана Гарсии Бальестероса и Ракель Лопес Куэсты; его младшего брата также зовут Хуаном.
Испанец в теннисе с семи лет; лучший удар — бэкхенд по линии; любимое покрытие — грунт.

## Спортивная карьера

### Начало карьеры
Профессиональную карьеру Гарсия Лопес начал в 2002 году. В феврале того года в парном разряде он выиграл первый титул на турнире из серии «фьючерс». В 2003 году Гильермо выиграл ещё три «фьючерса» в парах и дебютный в одиночках. В апреле того года он впервые выступил на основных соревнованиях ATP-тура, сыграв на турнире в Валенсии. Сразу же в соперники ему достался третий в мировом рейтинге на тот момент Хуан Карлос Ферреро. Гарсия проиграл более опытному соотечественнику — 4-6, 4-6 и выбыл в первом раунде, а Ферреро по итогу выиграл тот розыгрыш турнира. В январе 2004 года Гарсия Лопес и Ферреро уже совместно выступили в парном розыгрыше Открытого чемпионата Австралии, который стал дебютным выступлением Гильермо на турнирах из серии Большого шлема. В начале марта он выиграл «фьючерс» в Испании. В конце мая испанец впервые сыграл на Большом шлеме и в одиночном разряде. Произошло это на Открытом чемпионате Франции, куда Гарсия попал через квалификационный отбор. В первом раунде он обыграл австралийца Тодда Рида, а во втором проиграл Томми Робредо. В июле на грунтовом турнире в Умаге Гильермо смог выйти в полуфинал.
В январе 2005 года Гарсия Лопес смог выйти в полуфинал на турнире в Ченнае, где путь в финал для него закрыл пятая ракетка мира на тот момент Карлос Мойя. На Открытом чемпионате Австралии, пройдя на турнир через квалификацию, Гильермо неожиданно взял реванш у Мойи, обыграв его в первом раунде со счётом 7-5, 6-3, 3-6, 6-3. Но уже в следующем раунде он потерпел поражение от Кевина Кима. По итогам выступлений в Австралии Гарсия смог впервые подняться в топ-100 мирового одиночного рейтинга. В конце апреля испанский теннисист вышел в полуфинал грунтового турнира в Эшториле, обыграв на своим пути в том числе и № 12 в мире Йоахима Юханссона (6-2, 6-4). За неделю до Ролан Гаррос он сыграл в 1/4 финала на турнире в Санкт-Пёльтене, а на самом Открытом чемпионате Франции выбыл уже на старте. На дебютном для себя Уимблдонском турнире Гарсия в первом раунде смог в трёх сетах обыграть № 15 в мире Давида Феррера. В следующем раунде он проиграл в упорной пятисетовой борьбе Новаку Джоковичу, который на тот момент не входил даже в первую сотню. Открытый чемпионате США завершился для Гильермо в первом раунде.
На Открытом чемпионате Австралии 2006 года Гарсия Лопес выходит во второй раунд. В феврале он сыграл в полуфинале на турнире в Делрей-Бич и для этого результата обыграл № 9 в мире Андре Агасси — 6-4, 6-2. В апреле на турнире в Валенсии и в мае в Эшториле Гильермо вышел в 1/4 финала. На Открытом чемпионате Франции он проиграл в первом раунде Давиду Ферреру, а на Уимблдоне встретился с ним же во втором раунде и вновь уступил. В июле Гарсия сделал победный дубль (выиграв одиночку и пару) на турнире из серии «челленджер» в Схевенингене. В конце месяца в парном разряде на турнире в Умаге он смог выйти в первый финал АТП, выступив совместно Альбертом Портасом. На Открытом чемпионате США ему не удалось преодолеть первый раунд. В сентябре на турнире в Бухаресте его результатом стал выход в четвертьфинал.

### 2007—2010

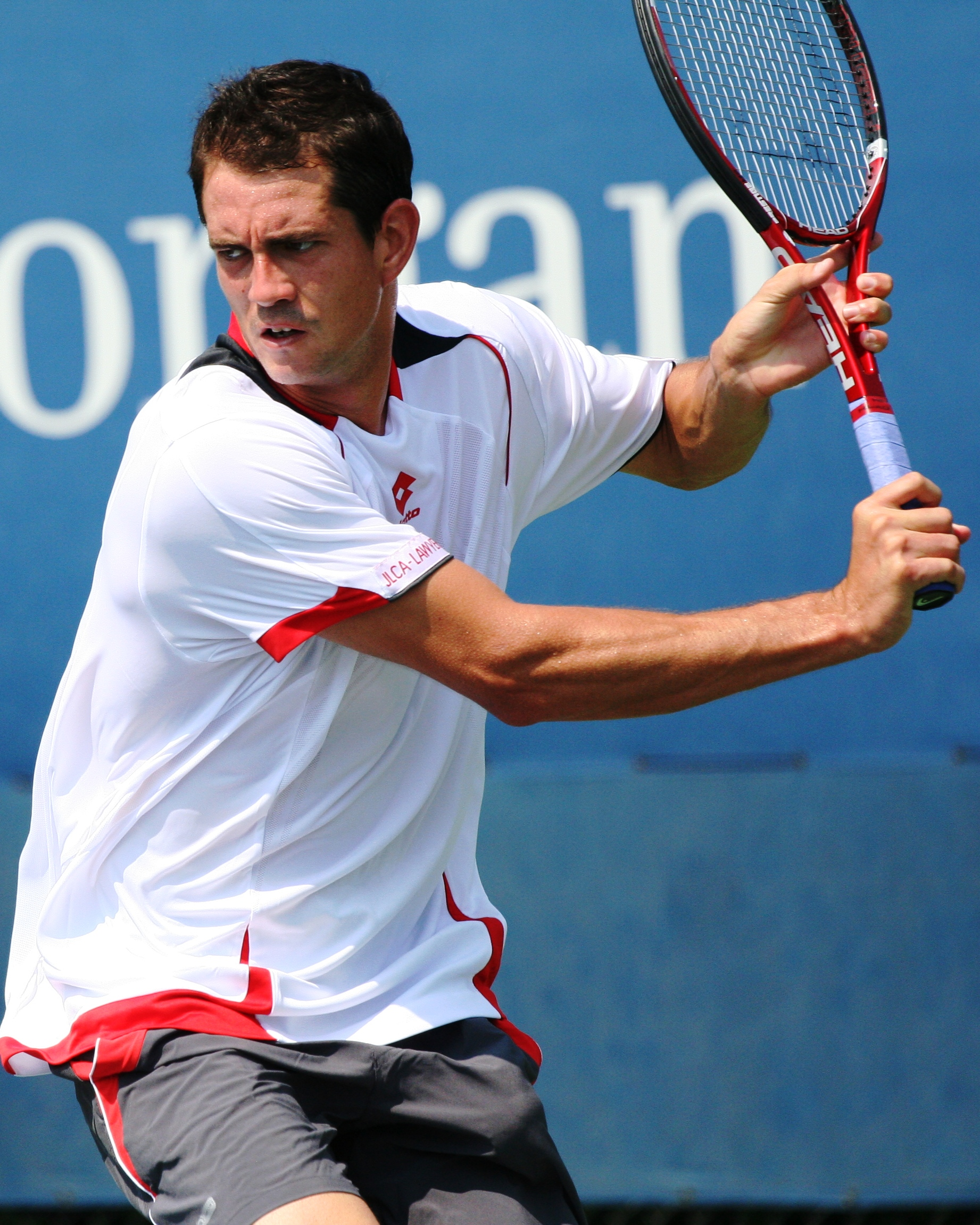
Гарсия Лопес на Открытом чемпионате США 2010 года

На Австралийском чемпионате 2007 года во втором раунде Гарсия проиграл игроку из топ-10 Марио Анчичу. В феврале на турнире в Делрей-Бич он вышел в четвертьфинал. Следующий раз до 1/4 финала Гильермо добрался в начале мая на грунтовом турнире в Эшториле. На кортах Ролан Гаррос он выбыл на стадии второго раунда. В июне испанец попадает в четвертьфинал в Ноттингеме, а на Уимблдоне вылетает уже в первом раунде. В июле Гарсия совместно с Фернандо Вердаско вышел в финал парных соревнований в Штутгарте. Открытый чемпионат США завершился для него в первом раунде. В концовке сезона Гарсия сомг победить на «челленджере» в Тунисе.
Сезон 2008 года Гарсия начал с четвертьфинала в Ченнае. На Открытом чемпионате Австралии, обыграв Хуана Игнасио Чела и Алехандро Фалью, он смог впервые выйти в третий раунд Большого шлема. В феврале на зальном турнире в Сан-Хосе он смог выйти в полуфинал. На Открытом чемпионате Франции во втором раунде он проиграл россиянину Дмитрию Турсунову. На Уимблдонском турнире он смог обыграть в матче второго раунда 12-ю ракетку мира Николаса Альмагро — 6-3, 3-6, 5-7, 6-1, 6-2, а в третьем раунде проиграл в трёх сетах Райнеру Шуттлеру. В июле в Гштаде в 1/4 финала смог выиграть № 16 в мире Михаила Южного, а в полуфинале уступил другому россиянину Игорю Андрееву. На Открытом чемпионате США он проиграл во втором раунде. До конца сезона один раз в сентябре вышел в 1/4 финала на турнире в Бухаресте.
Во втором раунде Открытого чемпионата Австралии 2009 года Гарсия Лопес проиграл Марату Сафину. В феврале он сыграл в четвертьфинале турнира в Йоханнесбурге и турнира в Делрей-Бич. В апреле также в 1/4 финала Гильермо вышел в Хьюстоне. В конце мая ему удалось выиграть первый титул АТП в карьере на турнире в Кицбюэле. В решающей встрече он победил француза Жюльена Беннето со счётом 3-6, 7-6(1), 6-3. Несмотря на этот успех, на Открытом чемпионате Франции Гарсия выбыл уже в первом раунде, проиграв Андреасу Сеппи. В июне на травяном турнире в Истборне он вышел в четвертьфинал. На Уимблдонском турнире во втором раунде в соперники Гильермо достался Роджер Федерер, который на правах фаворита смог выиграть. В августе в матче первого раунда турнира серии Мастерс в Цинциннати он выиграл у теннисиста из топ-10 Фернандо Вердаско. На Открытом чемпионате США во втором раунде уступил Томми Робредо. В октябре Гарсия сыграл в парном финале на турнире в Бангкоке в альянсе с Мишой Зверевым. До конца года он ещё два раза смог пройти в стадию 1/4 финала на турнирах в Стокгольме и Валенсии.
В январе 2010 года Гарсия Лопес выигрывает парный приз на турнире в Дохе в дуэте с соотечественником Альбертом Монтаньесом. На Австралийском чемпионате он проиграл в первом раунде Станисласу Вавринке. В марте на Мастерсе в Индиан-Уэллсе Гильермо смог выиграть во втором раунде представителя первой десятки Марина Чилича (7-6(1), 6-0) и выйти в четвёртый раунд. В апреле он сыграл в четвертьфинале турнира в Касабланке, а в мае в полуфинале в Эшториле. Ролан Гаррос завершается для него на стадии второго раунда. В июне Гарсия вышел в финал турнира на траве в Истборне, где он проиграл в битве за титул Микаэлю Льодра — 5-7, 2-6. На Уимблдоне он выбыл на старте, а на Открытом чемпионате США во втором раунде. Осенью на турнире в Бангкоке Гарсии в полуфинале удалось впервые обыграть лидера мировой классификации, которым на тот момент был Рафаэль Надаль (2-6, 7-6(3), 6-3). Победив в финале финна Яркко Ниеминена (6-4, 3-6, 6-4), он выиграл второй для себя одиночный титул АТП. На турнире в Токио он прошёл в четвертьфинал. На Мастерсе в Шанхае Гарсия также вышел в 1/4 финала, победив по пути № 11 в мире Энди Роддика (на отказе соперника) и № 7 Томаша Бердыха. По итогам сезона 2010 года он занял 33-е место.

### 2011—2014

Гарсия Лопес на Уимблдонском турнире 2012 года

На январском турнире в Дохе 2011 года Гарсия Лопес вышел в четвертьфинал. На Открытом чемпионате Австралии ему удалось выйти в третий раунд, где путь дальше ему преградил № 5 в мире Энди Маррей. Лучшим результатом февраля для Гильермо стал выход в полуфинал в Загребе. 21 февраля он достиг наивысшей для себя позиции в мировом рейтинге — 23-го места. В апреле он сыграл в четвертьфинале на турнире в Хьюстоне. На Открытом чемпионате Франции испанец сыграл продолжительный поединок против Марселя Ильхана. Их поединок длился 3 часа 58 минут и завершился победой Гарсии со счётом 6-4, 1-6, 6-2, 4-6, 13-11. Третий раунд он не смог преодолеть, проиграв Фабио Фоньини. На Уимблдоне и Открытом чемпионате США он остановился на стадии второго раунда.
В январе 2012 года Гарсия Лопес вышел в четвертьфинал в Окленде, а на открытом чемпионате Австралии проиграл в первом раунде. В марте на Мастерсе в Индиан-Уэллсе ему удалось обыграть в матче второго раунда № 4 в мире Энди Маррея — 6-4, 6-2, однако уже в следующей стадии он сам проиграл Райану Харрисону. В апреле он попал в четвертьфинал в Касабланке. Роллан Гаррос завершился для него в первом, а Уимблдон во втором раундах. В июле он смог дойти до полуфинала в Штутгарте, а на открытом чемпионате США остановился во втором раунде. В сентябре Гарсия сыграл в четвертьфинале на турнире в Санкт-Петербурге.
На Австралийском чемпионате 2013 года Гильермо выбыл в первом раунде. В феврале того же года он впервые сыграл за сборную Испании в первом раунде розыгрыша Кубка Дэвиса. Его матч против представителя сборную Канады против Милоша Раонича оказался решающем во встрече двух команд. Гарсия Лопес проиграл и таким образом Канада набрала третье решающее очко. В апреле он сыграл в 1/4 финала в касабланке, а также смог выйти в финал на турнире в Бухаресте, где уступил титул Лукашу Росолу — 3-6, 2-6. В июне Гарсия сыграл в полуфинале на траве в Хертогенбосе. В июле вместе с Пабло Андухаром он вышел в парный финал в Гштаде. Открытый чемпионат США, как и все Большие шлемы 2013 года завершились для испанца поражением в первом раунде. В сентябре Гарсия смог сыграть в финале на турнире в Санкт-Петербурге, где его обыграл Эрнест Гулбис — 6-3, 4-6, 0-6.
На старте сезона 2014 года Гарсия вышел в четвертьфинал в Окленде. В первом раунде Открытого чемпионата Австралии он обыграл № 12 в мире Томми Хаас. но дальше второго раунда пройти всё равно не смог. В феврале на турнире в Винья-дель-Маре он вышел в четвертьфинал. В самом начале марта в партнёрстве с австрийцем Филиппом Освальдом Гильермо смог выиграть парный приз турнира в Сан-Паулу. В апреле впервые за четыре года он смог выиграть титул АТП и в одиночном разряде. Происходит это на турнире в Касабланке, в финале которого Гарсия переиграл Марселя Гранольерса — 5-7, 6-4, 6-3. На турнире серии Мастерс в Монте-Карло он смог обыграть пятую ракетку мира Томаша Бердыха (4-6, 6-3, 6-1) и выйти в четвертьфинал, где он уже не смог справиться с Новаком Джоковичем (6-4, 3-6, 1-6). На старте Открытого чемпионата Франции Гарсия Лопес преподнёс еще одну неожиданность, когда переиграл третью ракетку мира Станисласа Вавринку — 6-4, 5-7, 6-2, 6-0. Переиграв затем Адриана Маннарино и Дональда Янга, он впервые выходит в четвёртый раунд на Большом шлеме. Дорогу в 1/4 финала для него закрыл Гаэль Монфис. Уимблдон завершился для Гарсии в первом раунде. В июле на турнире в Штутгарте он смог выйти в четвертьфинал в одиночках и в финал в парах в альянсе с Филиппом Освальдом. В августе он сыграл в четвертьфинале турнира в Уинстон-Сейлеме, а на Открытом чемпионате США не смог преодолеть второй раунд.

### 2015—2016

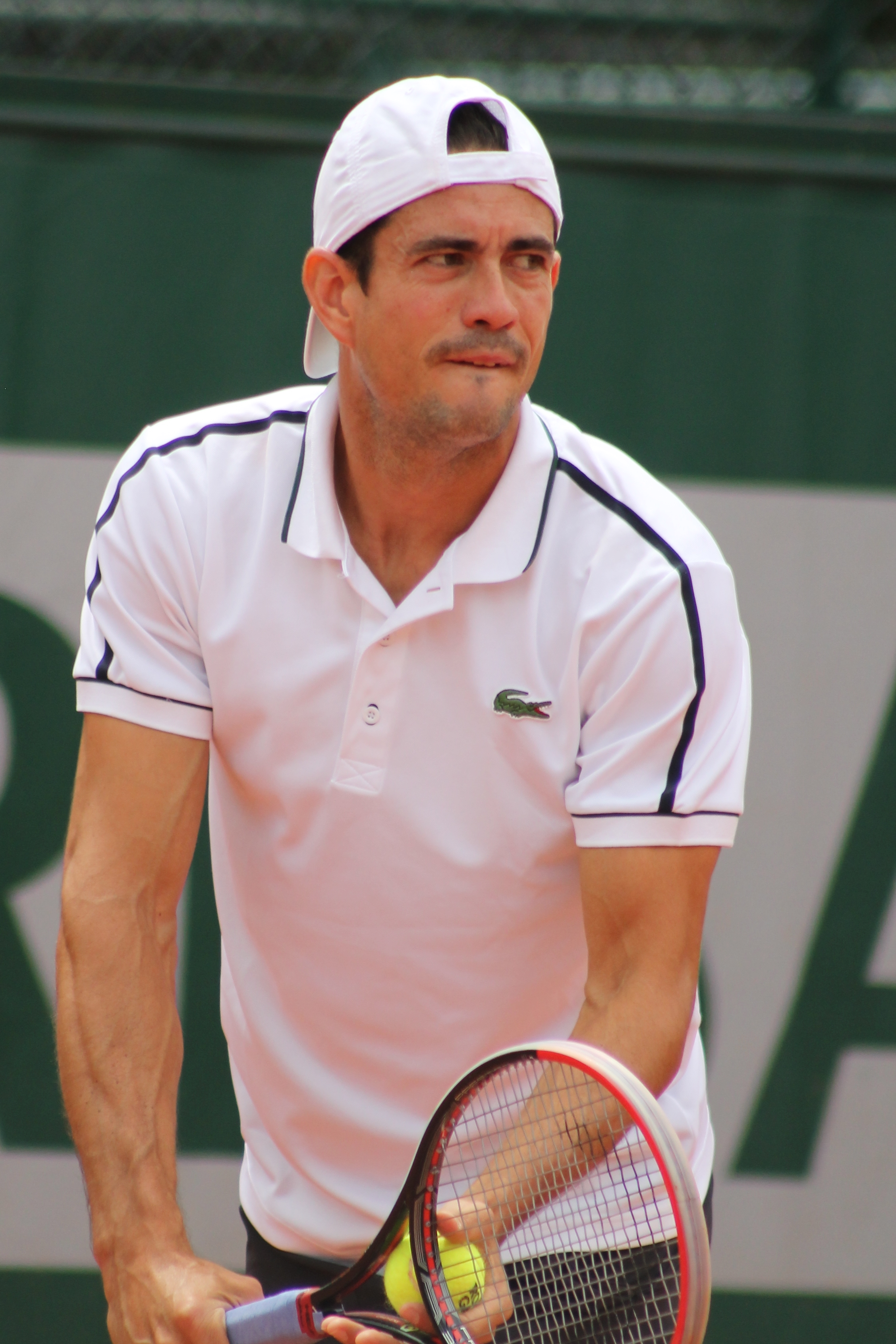
Гарсия Лопес на Открытом чемпионате Франции 2015 года

В начале 2015 года Гарсия Лопес вышел в четвертьфинал на турнире в Ченнае. На Открытом чемпионате Австралии он впервые смог пройти до четвёртого раунда, где проиграл № 4 в мире Стансиласу Вавринке. Гильермо, набрав хорошую форму, в феврале смог выиграть на зальном турнире в Загребе, обыграв в финале Андреаса Сеппи — 7-6(4), 6-3. В апреле на грунтовом турнире в Бухаресте Гарсия взял следующий титул, который к тому же стал пятым на одиночных турнирах АТП в его карьере. В полуфинале он выиграл № 15 в мире Гаэля Монфиса (6-7(2), 6-4, 6-2), а в финале чеха Иржи Веселого (7-6(5), 7-6(11)). В начале мая Гильермо вышел в полуфинал турнира в Эшториле. В первом раунде турнира серии Мастерс в Риме он смог обыграть теннисиста из топ-10 Марина Чилича (6-4, 6-3). Открытый чемпионат Франции завершился для него в первом раунде. В июне он сыграл в 1/4 финала в Лондоне, а на Уимблдоне выбыл в первом раунде. На Открытом чемпионате США у Гарсии получилось пройти до третьего раунда, где он проигрывает № 6 в мире Томашу Бердыху. На турнире в Меце, проходящим в конце сентября, испанский теннисист вышел в четвертьфинал. Затем на турнире в Шэньчжэне он смог выйти в финал, где проиграл Томашу Бердыху со счётом 3-6, 6-7(7). В конце октября он ещё раз смог выйти в четвертьфинал на турнире в Валенсии. По итогам сезона Гарсия смог финишировать в топ-30, заняв 27-ю строчку.
Как и прошлый сезон, 2016 год Гарсия Лопес начал с выхода в 1/4 финала в Ченнае. На Открытом чемпионате Австралии он продвинулся до третьего раунда. где проиграл № 7 в мире Кэю Нисикори. В феврале он сыграл в четвертьфинале нового турнира в Софии. В апреле до этой же стадии дошел в Марракеше. В Бухаресте он продвигается в полуфинал, а на турнирах в Эшториле и Женеве вышел в четвертьфинал. Ролан Гаррос завершился для Гарсии во втором раунде, где он проиграл Доминику Тиму, а Уимблдон уже в первом после поражения от Андреаса Сеппи. В июле Гильермо вышел в четвертьфинал на турнире в Гамбурге. В августе он выиграл парный трофей на турнире в Уинстон-Сейлеме, где он выступил совместно с Хенри Континеном. На Открытом чемпионате США Гарсия в первом раунде проиграл соотечественнику Роберто Баутисте. В парном разряде ему удалось продвинуться намного дальше. Выступив в одной команде с Пабло Карреньо, он смог дойти до дебютного финала Большого шлема. В решающем матче за титул испанская пара проиграла Джейми Маррею и Бруно Соаресу со счётом 2-6, 3-6.

### 2017—2021
На Открытом чемпионате Австралии 2017 года Карреньо и Лопес вновь проявили себя в парах, выйдя в полуфинал. В апреле Гарсия Лопес покинул топ-100 одиночного рейтинга. На Ролан Гаррос он вышел в третий раунд. В июле смог выиграть «челленджер» в Нидерландах, а в октябре в Узбекистане и вернул после этого себе место в первой сотне.
В феврале 2018 года Гарсия Лопес смог выйти в четвертьфинал турнира в Буэнос-Айресе, обыграв во втором раунде № 10 в мире на тот момент Пабло Карреньо. Также до 1/4 финала он доиграл в Сан-Паулу. На европейском грунте весной он сыграл в третьем раунде турнира в Барселоне и вышел в четвертьфинал в Лионе. В июле был четвертьфинал на траве в Анталье. На Уимблдонском турнире он в третий раз в сезоне доиграл до второго раунда в серии Большого шлема. Осень Лопес вновь покинул топ-100 мирового рейтинга.
В феврале 2019 года Лопес впервые в том сезоне вышел в четвертьфинал на зальном турнире в Нью-Йорке. На Открытом чемпионате США проиграл в первом раунде Джону Изнеру в трёх сетах. Всего он сыграл на трёх турнирах Большого шлема в сезоне (кроме Уимблдона) и везде проигрывал в первом раунде, дважды попадая на турниры через квалификационный отбор.
В дальнейшем из-за низкого рейтинга Гарсия Лопес не попадал в основную сетку турниров основного тура, а в декабре 2021 года объявил о завершении профессиональной карьеры.

## Рейтинг на конец года
| Год  | Одиночный рейтинг | Парный рейтинг |
| 2021 | 461               | 574            |
| 2020 | 220               | 336            |
| 2019 | 144               | 206            |
| 2018 | 105               | 131            |
| 2017 | 70                | 84             |
| 2016 | 70                | 46             |
| 2015 | 27                | 87             |
| 2014 | 36                | 49             |
| 2013 | 62                | 334            |
| 2012 | 76                | 182            |
| 2011 | 65                | 184            |
| 2010 | 33                | 164            |
| 2009 | 41                | 134            |
| 2008 | 62                | 274            |
| 2007 | 90                | 200            |
| 2006 | 68                | 143            |
| 2005 | 91                | 671            |
| 2004 | 129               | 344            |
| 2003 | 244               | 482            |
| 2002 | 376               | 666            |
| 2001 | 877               | 1536           |
| 2000 | 1120              | 1466           |

## Выступления на турнирах

### Финалы турнировATPв одиночном разряде (9)

#### Победы (5)
| Легенда                              |
| ------------------------------------ |
| Турниры Большого шлема (0)*          |
| Итоговый турнир ATP (0)              |
| ATP Мастерс 1000 (0)                 |
| ATP International Gold / АТР 500 (0) |
| ATP International / АТР 250 (5+3)    |

| Титулы по покрытиям | Титулы по месту проведения матчей турнира |
| ------------------- | ----------------------------------------- |
| Хард (2+2)*         | Зал (2+1)                                 |
| Грунт (3+1)         | Зал (2+1)                                 |
| Трава (0)           | Открытый воздух (3+2)                     |
| Ковёр (0)           | Открытый воздух (3+2)                     |

* количество побед в одиночном разряде + количество побед в парном разряде.
| №  | Дата           | Турнир              | Покрытие   | Соперник в финале  | Счёт           |
| 1. | 23 мая 2009    | Кицбюэль, Австрия   | Грунт      | Жюльен Беннето     | 3-6 7-6(1) 6-3 |
| 2. | 3 октября 2010 | Бангкок, Таиланд    | Хард (зал) | Яркко Ниеминен     | 6-4 3-6 6-4    |
| 3. | 13 апреля 2014 | Касабланка, Марокко | Грунт      | Марсель Гранольерс | 5-7 6-4 6-3    |
| 4. | 8 февраля 2015 | Загреб, Хорватия    | Хард (зал) | Андреас Сеппи      | 7-6(4) 6-3     |
| 5. | 26 апреля 2015 | Бухарест, Румыния   | Грунт      | Иржи Веселый       | 7-6(5) 7-6(11) |

#### Поражения (4)
| №  | Дата             | Турнир                  | Покрытие   | Соперник в финале | Счёт        |
| 1. | 19 июня 2010     | Истборн, Великобритания | Трава      | Микаэль Льодра    | 5-7 2-6     |
| 2. | 28 апреля 2013   | Бухарест, Румыния       | Грунт      | Лукаш Росол       | 3-6 2-6     |
| 3. | 22 сентября 2013 | Санкт-Петербург, Россия | Хард (зал) | Эрнест Гулбис     | 6-3 4-6 0-6 |
| 4. | 4 октября 2015   | Шэньчжэнь, Китай        | Хард       | Томаш Бердых      | 3-6 6-7(7)  |

### Финалы челленджеров и фьючерсов в одиночном разряде (20)

#### Победы (6)
| Титулы             |
| Челленджеры (4+2)* |
| Фьючерсы (2+4)     |

| Титулы по покрытиям | Титулы по месту проведения матчей турнира |
| ------------------- | ----------------------------------------- |
| Хард (3+1)*         | Зал (0)                                   |
| Грунт (3+5)         | Зал (0)                                   |
| Трава (0)           | Открытый воздух (6+6)                     |
| Ковёр (0)           | Открытый воздух (6+6)                     |

* количество побед в одиночном разряде + количество побед в парном разряде.
| №  | Дата            | Турнир                         | Покрытие | Соперник в финале | Счёт           |
| 1. | 6 апреля 2003   | Кастельон-де-ла-Плана, Испания | Грунт    | Горка Фрайле      | 6-0 6-3        |
| 2. | 7 марта 2004    | Фару, Португалия               | Хард     | Филипп Пецшнер    | 6-3 6-2        |
| 3. | 16 июля 2006    | Схевенинген, Нидерланды        | Грунт    | Альберт Монтаньес | 0-6 6-3 6-4    |
| 4. | 11 ноября 2007  | Тунис, Тунис                   | Хард     | Михаэль Ламмер    | 6-4 7-6(3)     |
| 5. | 23 июля 2017    | Схевенинген, Нидерланды        | Грунт    | Рубен Бемельманс  | 6-1 6-7(3) 6-2 |
| 6. | 15 октября 2017 | Ташкент, Узбекистан            | Хард     | Камил Майхжак     | 6-1 7-6(1)     |

#### Поражения (14)
| №   | Дата             | Турнир                     | Покрытие | Соперник в финале        | Счёт           |
| 1.  | 10 февраля 2002  | Торре-Пачеко, Испания      | Хард     | Хоакин Муньос Эрнандес   | 4-6 2-6        |
| 2.  | 17 марта 2002    | Манреса, Испания           | Грунт    | Франсиско Фогес Доменек  | 1-6 6-7(5)     |
| 3.  | 30 июня 2002     | Канарские острова, Испания | Хард     | Никос Ровас              | 7-5 4-6 4-6    |
| 4.  | 29 сентября 2002 | Мадрид, Испания            | Хард     | Рафаэль Надаль           | 3-6 6-7(1)     |
| 5.  | 16 марта 2003    | Фару, Португалия           | Хард     | Константинос Икономидис  | 4-6 1-6        |
| 6.  | 13 июля 2003     | Аликанте, Испания          | Грунт    | Николас Альмагро         | 3-6 4-6        |
| 7.  | 20 июля 2003     | Эльче, Испания             | Грунт    | Мигель Анхель Лопес Хаэн | 4-6 5-7        |
| 8.  | 5 октября 2003   | Севилья, Испания           | Грунт    | Луис Орна                | 0-6 6-4 3-6    |
| 9.  | 2 мая 2004       | Рим, Италия                | Грунт    | Николя Кутло             | 7-5 5-7 2-6    |
| 10. | 18 июня 2006     | Лугано, Швейцария          | Грунт    | Оливье Патьянс           | 4-6 1-6        |
| 11. | 21 апреля 2013   | Рим, Италия                | Грунт    | Юлиан Райстер            | 6-4 3-6 2-6    |
| 12. | 27 августа 2017  | Манербио, Италия           | Грунт    | Роберто Карбальес Баэна  | 4-6 6-2 2-6    |
| 13. | 10 сентября 2017 | Генуя, Италия              | Грунт    | Стефанос Циципас         | 5-7 6-7(2)     |
| 14. | 14 июля 2019     | Перуджа, Италия            | Грунт    | Федерико Дельбонис       | 0-6 6-1 6-7(5) |

### Финалы турниров Большого шлема в парном разряде (1)

#### Поражение (1)
| №  | Год  | Турнир                 | Покрытие | Партнёр              | Соперники в финале         | Счёт    |
| 1. | 2016 | Открытый чемпионат США | Хард     | Пабло Карреньо Буста | Джейми Маррей Бруно Соарес | 2-6 3-6 |

### Финалы турнировATPв парном разряде (9)

#### Победы (3)
| №  | Дата            | Турнир              | Покрытие    | Партнёр           | Соперники в финале                | Счёт              |
| 1. | 8 января 2010   | Доха, Катар         | Хард        | Альберт Монтаньес | Михал Мертиняк Франтишек Чермак   | 6-4 7-5           |
| 2. | 2 марта 2014    | Сан-Паулу, Бразилия | Грунт (зал) | Филипп Освальд    | Хуан Себастьян Кабаль Роберт Фара | 5-7 6-4 [15-13]   |
| 3. | 27 августа 2016 | Уинстон-Сейлем, США | Хард        | Хенри Континен    | Андре Бегеман Леандер Паес        | 4-6 7-6(6) [10-8] |

#### Поражения (6)
| №  | Дата             | Турнир                 | Покрытие   | Партнёр              | Соперники в финале           | Счёт           |
| 1. | 30 июля 2006     | Умаг, Хорватия         | Грунт      | Альберт Портас       | Ярослав Левинский Давид Шкох | 4-6 4-6        |
| 2. | 22 июля 2007     | Штутгарт, Германия     | Грунт      | Фернандо Вердаско    | Леош Фридль Франтишек Чермак | 4-6 4-6        |
| 3. | 4 октября 2009   | Бангкок, Таиланд       | Хард (зал) | Миша Зверев          | Эрик Буторак Раджив Рам      | 6-7(4) 3-6     |
| 4. | 28 июля 2013     | Гштад, Швейцария       | Грунт      | Пабло Андухар        | Джейми Маррей Джон Пирс      | 3-6 4-6        |
| 5. | 13 июля 2014     | Штутгарт, Германия (2) | Грунт      | Филипп Освальд       | Матеуш Ковальчик Артём Ситак | 6-2 1-6 [7-10] |
| 6. | 10 сентября 2016 | Открытый чемпионат США | Хард       | Пабло Карреньо Буста | Джейми Маррей Бруно Соарес   | 2-6 3-6        |

### Финалы челленджеров и фьючерсов в парном разряде (8)

#### Победы (6)
| №  | Дата            | Турнир                  | Покрытие | Партнёр                     | Соперники в финале                                  | Счёт              |
| 1. | 17 февраля 2002 | Торре-Пачеко, Испания   | Грунт    | Александр Павлюченков       | Сальвадор Наварро Гутьеррес Габриэль Трухильо Солер | 6-3 6-4           |
| 2. | 16 марта 2003   | Фару, Португалия        | Хард     | Сантьяго Вентура            | Элдер Лопиш Бернарду Мота                           | 7-6(4) 6-7(6) 6-4 |
| 3. | 23 марта 2003   | Каркавелуш, Португалия  | Грунт    | Исраэль Матос Хил           | Диего Хункейра Хуан Фелипе Яньес                    | 6-4 6-3           |
| 4. | 13 июля 2003    | Аликанте, Испания       | Грунт    | Сантьяго Вентура            | Франческо Алди Алессандро да Кол                    | 6-2 7-5           |
| 5. | 16 июля 2006    | Схевининген, Нидерланды | Грунт    | Сальвадор Наварро Гутьеррес | Марк Жикель Эдуар Роже-Васслен                      | 6-4 0-6 [11-9]    |
| 6. | 10 мая 2008     | Рабат, Марокко          | Грунт    | Мариано Худ                 | Кайо Дзампьери Марк Форнель Местрес                 | 6-3 6-2           |

#### Поражения (2)
| №  | Дата           | Турнир                     | Покрытие    | Партнёр             | Соперники в финале             | Счёт       |
| 1. | 30 июня 2002   | Канарские острова, Испания | Грунт       | Карлос Поч Градин   | Эстебан Каррил Касо Марк Ковач | 6-7(3) 4-6 |
| 2. | 24 ноября 2019 | Мая, Португалия            | Грунт (зал) | Давид Вега Эрнандес | Андре Бегеман Даниэль Мазур    | 6-7(2) 4-6 |